# Extensible Provisioning Protocol
Pour les articles homonymes, voir EPP.
Extensible Provisioning Protocol (EPP) ou protocole d'avitaillement extensible est un protocole informatique basé sur XML pour des échanges entre registres et registrars.
Cette méthode, unifiée et commune entre les acteurs, permet de  faire  toutes  les opérations  liées aux domaines de façon sécurisée.
Les avantages sont multiples :  
- Les actions  sont généralement  instantanées. Plus besoin d’attendre un mail ou un courrier avec  un  formulaire  en  triple  exemplaire  pour  faire  une  petite  modification, les fonctionnalités de  l’EPP permettent des demandes  instantanées et une réponse tout aussi immédiate.
- EPP  est  commun  à  tous, ainsi, il  est  très  facile  de  travailler  avec  plusieurs  registres  sans devoir recoder le logiciel client.
- Pour toutes les actions différées, vous avez le contrôle total de l’information. Vous choisissez quoi  répondre et  surtout quand.  Les messages  restent en attente  jusqu'à  ce que vous ayez pris bonne note et confirmé la réception.

## Historique
Ce protocole fait suite à une démarche d'uniformisation des méthodes de travail entre registre et registrars pour déposer, modifier et supprimer des noms de domaines. Cela s'inscrit aussi dans la lutte contre le cybersquattage.
L'IETF Provisioning Registry (provreg) l'a finalisé en 2004.
Il a été adopté par de nombreux registres, comme .info, .org, .aero, .mobi, .ag, .au, .br, .bz, .cz, .eu, .fr, .re, .gi, .gr, .hn, .in, .me, .mn, .pl, .ro, .sc, .uk, .vc, etc.

## Liens
- (en) RFC 5730[1] - Extensible Provisioning Protocol (EPP) (remplace la RFC 4930[2])
- (en) RFC 5731[3] - Extensible Provisioning Protocol (EPP) l'objet Domain (remplace la RFC 4931[4])
- (en) RFC 5732[5] - Extensible Provisioning Protocol (EPP) l'objet Host (remplace la RFC 4932[6])
- (en) RFC 5733[7] - Extensible Provisioning Protocol (EPP) l'objet Contact (remplace la RFC 4933[8])
- (en) RFC 5734[9] - Extensible Provisioning Protocol (EPP) Transport par TCP (remplace la RFC 4934[10])

1. ↑  (en) Request for comments no 5730
2. ↑  (en) Request for comments no 4930
3. ↑  (en) Request for comments no 5731
4. ↑  (en) Request for comments no 4931
5. ↑  (en) Request for comments no 5732
6. ↑  (en) Request for comments no 4932
7. ↑  (en) Request for comments no 5733
8. ↑  (en) Request for comments no 4933
9. ↑  (en) Request for comments no 5734
10. ↑  (en) Request for comments no 4934